# Kamp Holmes
Kamp Holmes (Engels: Camp Holmes Internment Camp, ook bekend als Camp #3 en Baguio Internment Camp), nabij de plaats Baguio in de Filipijnen, was een door Japan opgezet interneringskamp tijdens de Tweede Wereldoorlog voor burgers van vijandelijke landen. Het kamp bestond tussen april 1942 en december 1944 en huisvestte ongeveer 500 gevangenen, waarvan de meesten Amerikanen. 

## Geschiedenis
Voor de oorlog was Kamp Holmes in gebruik bij de Filipijnse politie.
De Amerikaanse militaire basis Camp John Hay in Baguio was een van de eerste doelwitten bij het begin van de bombardementen op 8 december 1941. Op 27 december 1941 werd Baguio vrijwel zonder verzet van de Amerikaanse en Filipijnse strijdkrachten ingenomen door de Japanse strijdkrachten. De ongeveer 500 Amerikaanse en andere burgers werden eerst geïnterneerd in Camp John Hay. Op 23 april 1942 werden zij, tezamen met ongeveer 300  Chinese geïnterneerden overgebracht naar Kamp Holmes, een paar kilometer noordelijk van Baguio.
Volgens geschiedschrijver Donald E. Mansell waren de omstandigheden in het kamp relatief goed, ondanks voedselgebrek en gebrekkige huisvesting. Voor de gevangenen waren drie barakken beschikbaar: een voor de Chinezen, een voor de Westerse vrouwen en een voor de Westerse mannen. De Chinese gevangenen werden in mei 1942 vrijgelaten.
De situatie verslechterde in april 1944, toen twee geïnterneerden ontsnapten. De Japanse Kempeitai martelde drie geïnterneerden in de hoop informatie los te krijgen. Ook trokken ze verschillende voorrechten in die de gevangenen hadden gekregen, zoals de handel in voedsel met de plaatselijke bevolking. De - in de ogen van de Kempeitai te soepele - kampcommandant kapitein Rokuro Tomibe werden van zijn post ontheven.
Toen de Japanse militaire situatie verslechterde, gingen de leefomstandigheden van de gevangenen ernstig achteruit. In oktober 1944 schreef de kampleiding daarom een brief aan de Japanse autoriteiten met daarin een verzoek om meer voedsel om verhongering te voorkomen.
Na de geallieerde invasie van de Filipijnen, door een gecombineerde strijdmacht van Amerikaanse en Filipijnse grondtroepen, hadden de Japanners Kamp Holmes zelf nodig. Aan het einde van december 1944 werden alle geïnterneerden overgebracht naar Bilibid Prison in Manilla. Hier verbleef men onder zeer moeilijke omstandigheden tot de uiteindelijke bevrijding op 4 februari 1945.